# Salangana de les Palau
La salangana de les Palau (Aerodramus pelewensis) és una espècie d'ocell de la família dels apòdids (Apodidae) que habita els boscos humits de les illes Palau.